# Blå bogfinke
Blå bogfinke (Fringilla teydea) er en fugl i finkefamilien der findes udelukkende på De Kanariske øer. Der er dyret symbol på øen Tenerife.

## Beskrivelse
Denne nære slægtning af bogfinken er noget kraftigere bygget end sidst nævnte. Den er ca. 16-17 cm lang. Hannen er næsten ensfarvet blå, men med sorte/gråsorte vinger med to utydelige blålige vingebånd. Hunnen er mørkt grålig. Dens sang er kortere og noget svagere end bogfinkens. Dens lokkestemme og flugtlyd er hæsere og grovere end hos dens europæiske slægtning.

## Udbredelse
Den blå bogfinke er endemisk for Tenerife (underart F. t. teydea) og Gran Canaria (underart F. t. polatzeki). Arten har status som nær truet. Bestanden er anslået til mindre end 300 på Gran Canaria og måske noget over det dobbelte på Tenerife. Den er en standfugl, og har tilhold i biotoper domineret af fyrrreskov mellem 7-800 moh. og 2 000 moh.